# Ciré-d’Aunis
Ciré-d’Aunis település Franciaországban, Charente-Maritime megyében. Lakosainak száma 1560 fő (2022. január 1.). Ciré-d’Aunis Ardillières, Ballon, Breuil-Magné, Landrais, Loire-les-Marais, Muron és Le Thou községekkel határos.

## Népesség
A település népességének változása:
| Lakosok száma | 569  | 735  | 686  | 1095 | 1247 | 1308 | 1361 | 1455 | 1509 | 1560 |
|               | 1968 | 1982 | 1990 | 2006 | 2013 | 2015 | 2017 | 2019 | 2020 | 2022 |